# Bemetāra
Bemetāra är en ort i Indien.   Den ligger i distriktet Durg och delstaten Chhattisgarh, i den centrala delen av landet, 900 km sydost om huvudstaden New Delhi. Bemetāra ligger 291 meter över havet och antalet invånare är 24 910.
Terrängen runt Bemetāra är mycket platt. Runt Bemetāra är det ganska tätbefolkat, med 214 invånare per kvadratkilometer. Bemetāra är det största samhället i trakten. Trakten runt Bemetāra består till största delen av jordbruksmark.